# 温纳希克县 (艾奥瓦州)
温纳希克縣（英語：Winneshiek County）是美國愛荷華州東北部的一個縣，北為明尼蘇達州。面積1,787平方公里。根据美國2000年人口普查，共有人口21,310人。縣治迪科拉（Decorah）。
成立於1847年2月20日，縣政府成立於1851年1月15日。縣名是一位溫尼貝戈族的酋長的名字。